# Judy Davis
Judy Davis (født 23. april 1955 i Perth, Australien) er en australsk filmskuespiller.
Hun debuterede i 1977, og fik opmærksomhed for sin rolle i My Brilliant Career (1979) og fik et internationalt gennembrud i David Leans A Passage to India (Vejen til Indien, 1984; som Adela Quested). Davis blev derefter en markant karakterskuespiller i britisk og amerikansk film, med roller i Alice (1990), Impromptu (Chopin, min elskede, 1991; som George Sand), Barton Fink (1991), Where Angels Fear to Tread (Hvor engle frygter at gå, 1991) og Naked Lunch (Nøgen frokost, 1991). Hun har gjort flere roller i Woody Allens film, bl.a. i Husbands and Wives (Mænd og koner, 1992) og Celebrity (1998).